# Адалвин
Адалви́н (на немски: Adalwin, † 14 май 873) е от 859 до 873 г. архиепископ на Залцбург и абат на манастир „Св. Петър“ в Залцбург.

## Управление
Образован е в Залцбург. През 859 г. става архиепископ на Залцбург след Лиупрам († 14 октомври 859). Крал Лудвиг Немски му подарява през 860 г. земи в днешните Долна Австрия, Каринтия, Щирия, Бургенланд и в Словения и Унгария. Той се ангажира особено много в християнизацията на славяните в баварската източна марка (Marchia orientalis) и има претенции за Великоморавия. Крал Лудвиг му благодари за това с множество дарения. В своето Княжество Панония той освещава дванадесет нови църкви и назначава във всяка свещеник.
Той обаче не успява в съпротивата си против мисионерската дейност на Светите Кирил и Методий. Особено е против по-късното назначаване на Свети Методий за архиепископ на Великоморавия-Панония от папа Адриан II. Малко след номинирането му Адалвин, заедно с епископа на Пасау Ерманрих, арестува Методий и го държи три години и половина по времето баварския наказателен процес в един швабски манастир и го измъчва. По нареждане на папа Йоан VIII те трябва отново да го освободят през 873 г. Епископ Ерменрих (Ерманрих) е суспендиран като епископ.
Адалвин умира на 14 май 873 г., последван е от Адалберт I (873 – 874).